# Siphonodentalium tytthum
Siphonodentalium tytthum är en blötdjursart som beskrevs av Watson 1879. Siphonodentalium tytthum ingår i släktet Siphonodentalium och familjen Gadilidae. Inga underarter finns listade i Catalogue of Life.